# 엘리압
엘리암(Eliab)은 성경에 여러명이 있다.

## 헤론의 아들
헤론의 아들인 엘리압은 이스라엘 부족의 지도자중에 한명이며 민수기 1장 9절에 따르면 스불론 가문의 후손이다.

## 팔루의 아들
팔루의 아들로서 누무엘, 다단, 그리고 아비람의 아버지이다, 민수기 16장과 26장에 따르면 르우벤 지파의 후손이다.

## 이새의 아들
베들레헴의 엘리압은 유다지파로서 이새의 장남이다(삼상 16:6, 대상 2: 13) 다윗왕의 제일 큰 형이다. 그는 분명히 키가 크고 아름다운 용모를 갖고 있었으며, 사울 왕에게 환멸을 느낀 후 선지자 사무엘이 기름 부음 대상으로 고려한 최초의 잠재적인 이스라엘 왕이었다. 그의 용모는 사무엘이 사울에게서 처음 본 것과 비슷했으며 사무엘은 그를 사울의 '적절한 후계자'로 여겼을 수도 있다. 그러나 하나님께서는 사무엘에게 엘리압이 이스라엘 왕이 될 만한 마음이 없다고 말씀하셨다.
그 용모나 키를 보지 말라... 주님은 중심을 보느니라.
사무엘은 계속해서 엘리압의 형제들을 차례로 살펴보았다. 일부 평론가들은 다윗이 골리앗과 싸우러 가기 전에 엘리압이 다윗과 다투면서 다윗이 교만하고 무례하다고 비난하면서 그의 성격 때문에 거절당했다고 제안했다.